# Erecanana typus
Erecanana typus is een hooiwagen uit de familie Podoctidae.